# Pierre Billon
Pierre Billon (Saint-Hippolyte-du-Fort, 7 febbraio 1901 – Parigi, 31 agosto 1981) è stato un regista e sceneggiatore francese.
Nel 1952, è stato membro della giuria della quinta edizione del Festival di Cannes.

## Filmografia

### Regista
- Kiki (1932)
- Nuits de Venise
- Il pipistrello (La Chauve-Souris), co-regia di Carl Lamac (1932)
- La figlia del reggimento (La Fille du régiment), co-regia di Carl Lamac (1933)
- Una donna al volante (Une femme au volant), co-regia di Kurt Gerron (1933)
- Il forzato di Rochefort (Vautrin) (1943)
- Nathalie (L'Homme au chapeau rond) (1946)
- Ruy Blas (1947)
- Il mercante di Venezia (Le Marchand de Venise) (1953)
- Delirio, co-regia di Giorgio Capitani (1954)

### Sceneggiatore
- Il pipistrello (La Chauve-Souris), regia di Pierre Billon e Carl Lamac (1932)
- Il mercante di Venezia (Le Marchand de Venise), regia di Pierre Billon (1953)